# فرودگاه دریایی رسریو
فرودگاه دریایی رسریو (به انگلیسی: Rosario Seaplane Base) یک فرودگاه همگانی بهره‌برداری هوایی با کد یاتا RSJ است که یک باند فرود آب دارد و طول باند آن ۷۶۲ متر است. این فرودگاه در شهر روساریو، واشینگتن کشور ایالات متحده آمریکا قرار دارد و در ارتفاع ۰ متری از سطح دریا واقع شده است.